# Jari Korpisalo
Jari Korpisalo (* 17. Februar 1966 in Helsinki) ist ein ehemaliger finnischer Eishockeyspieler, der während seiner Karriere unter anderem für den EV Landshut und die München Barons in der Deutschen Eishockey Liga aktiv war. Sein Sohn Joonas Korpisalo ist ebenfalls professioneller Eishockeyspieler.

## Karriere
Korpisalo begann seine Karriere im Jahr 1985 in der kanadischen Juniorenliga Québec Major Junior Hockey League bei den Granby Bisons, ehe er nach nur einer Saison in seine finnische Heimat zurückkehrte und dort vier Spielzeiten für Karhu-Kissat Helsinki und eine SaPKo Savonlinna aktiv war. In Helsinki gehörte der Stürmer zu den punktbesten Spielern des Teams und erzielte in insgesamt 130 Partien 189 Scorerpunkte. Folglich wurden die Verantwortlichen des finnischen Erstligisten Ässät Pori auf den damals 24-jährigen aufmerksam und transferierten ihn im Sommer 1990 in die SM-liiga. 
In Pori gehörte der Linksschütze zu den Leistungsträgern und Publikumslieblingen. Nach sieben Spielzeiten und 364 absolvierten Ligapartien forcierte er einen Wechsel ins Ausland und wurde zur Saison 1997/98 vom EV Landshut unter Vertrag genommen. In Landshut konnte der Finne punktemäßig nicht an die Zeit bei Ässät Pori anknüpfen, so erzielte er in seiner ersten Saison in der DEL 17 Punkte in 46 Spielen. Diese Punktausbeute konnte er auch im folgenden Jahr nur bedingt steigern und so wurde sein auslaufender Vertrag im Sommer 1999 nicht verlängert. Nach dem sportlichen Rückzug des EV Landshut aus der DEL schloss sich der Finne dem neu gegründeten DEL-Team München Barons an.
Mit den Barons konnte er in der Saison 1999/2000 nach einem 3:1-Finalsieg nach Spielen gegen die Kölner Haie die Deutsche Meisterschaft gewinnen. In dieser Spielzeit konnte er in 58 Partien 24 Punkte erzielen und eine Plus/Minus-Statistik von +13 aufweisen. Anschließend ging er nach drei Jahren in Deutschland zurück nach Finnland. Dort nahm er ein Vertragsangebot des finnischen Klubs Ässät Pori an, für die er bereits zwischen 1990 und 1997 aktiv war. Korpisalo blieb daraufhin bis 2005 in Pori und beendete anschließend seine aktive Eishockeykarriere im Alter von 39 Jahren. Wenig später wurde seine Trikotnummer mit der Nummer 17 vom Verein gesperrt und wird seitdem nicht mehr vergeben.

### International
Korpisalo wurde im Jahr 1984 zum ersten Mal für die finnische Juniorennationalmannschaft nominiert. Zwei Jahre später nahm er mit den Junioren Finnlands an der Weltmeisterschaft 1986 in Kanada teil, wo er mit seiner Mannschaft den sechsten Platz erreichte. Erst sieben Jahre später schnürte er noch einmal die Schlittschuhe für sein Heimatland, als er mit dem A-Team der Finnen an der Weltmeisterschaft 1993 teilnahm.

## Erfolge und Auszeichnungen
- 2000 Deutscher Meister mit den München Barons